# The Art of Anal Sex
The Art of Anal Sex — серия американских порнографических фильмов студии Tushy, посвящённых анальному сексу.

## Описание
Как и в других сериях производства студии Tushy, каждый фильм The Art of Anal Sex включает в себя четыре сцены анального секса, которые сначала выходят в виде отдельных веб-сцен на официальном сайте студии. Также в состав фильмов включаются сцены первого анального секса в карьере порноактрисы и сцены ЖМЖ-триолизма (женщина/мужчина/женщина).

## Отзывы и награды
Рецензент Джон Бой (англ. John Boy) из XCritic настоятельно рекомендовал первый фильм серии, похвалив освещение, операторскую работу, сюжетные линии и участвующих актрис. Рецензент Дёрти Боб (Dirty Bob) из AVN положительно высказывается об актёрской игре и ставит фильму четыре звезды из пяти. Обозреватель сайта Adult DVD Talk ставит первому фильму четыре звезды из пяти, особо отметив операторскую работу и сцены с участием Чери Девилль и Сабрины Бэнкс. Скотт Джекс (Scott Jax) из AVN в рецензии на The Art of Anal Sex 2 отмечает: «Режиссёр Грег Лански, используя свою популярную формулу захватывающих дух натуральных женщин, мягких и светлых пейзажей, великолепной операторской работы и детальных сценариев, представляет ещё один анальный фильм, который привлечёт внимание поклонников и непосвящённых». В то же время третий фильм серии критиковался за излишнюю затянутость в сценах.
В январе 2017 года фильм The Art of Anal Sex 3 выигрывает награду AVN Awards в категории «Лучший анальный фильм». В январе 2021 года одиннадцатый фильм серии был отмечен AVN Awards как «Лучший анальный фильм или антология».

## Список фильмов
| Год  | Фильм                  | Актёрский состав |
| ---- | ---------------------- | --- |
| 2015 | The Art of Anal Sex    | Сабрина Бэнкс, Саманта Роун, Чери Девилль, Эш Голливуд, Джеймс Дин, Крисс Строукс, Кристиан Клэй и Мануэль Феррара              |
| 2016 | The Art of Anal Sex 2  | Ариана Мари, Зои Монро, Карла Куш, Майя Гранд, Наташа Найс, Ксандер Корвус, Мануэль Феррара, Маркус Дюпри и Мик Блу             |
| 2016 | The Art of Anal Sex 3  | Луна Стар, Холли Майклс, Шанель Харт, Эй Джей Эпплгейт, Кристиан Клэй, Ксандер Корвус и Мик Блу                                 |
| 2017 | The Art of Anal Sex 4  | Ариана Мари, Джейд Янтцен, Дженна Дж. Росс, Марли Бринкс, Райли Рейес, Кристиан Клэй и Мик Блу                                  |
| 2017 | The Art of Anal Sex 5  | Лина Пол, Наталья Старр, Холли Хендрикс, Элиза Джейн, Жан Валь Жан, Кристиан Клэй и Мик Блу                                     |
| 2017 | The Art of Anal Sex 6  | Аня Олсен, Кейша Грей, Кристина Роуз, Миа Малкова, Крис Даймонд, Маркус Дюпри и Мик Блу                                         |
| 2018 | The Art of Anal Sex 7  | Джесса Роудс, Келси Монро, Куинн Уайлд, Эшли Файерс, Кристиан Клэй, Мануэль Феррара и Мик Блу                                   |
| 2018 | The Art of Anal Sex 8  | Анисса Кейт, Джина Валентина, Химэ Мари, Хлоя Амур, Жан Валь Жан, Маркус Дюпри и Мик Блу                                        |
| 2018 | The Art of Anal Sex 9  | Бретт Росси, Джейд Найл, Жизель Палмер, Лана Роудс, Элла Хьюз, Крис Даймонд, Мануэль Феррара, Маркус Дюпри и Мик Блу            |
| 2019 | The Art of Anal Sex 10 | Дженнифер Уайт, Джесса Роудс, Джоджо Кисс, Пейдж Оуэнс, Химэ Мари, Эви Лав, Эмили Уиллис, Крисс Строукс, Маркус Дюпри и Мик Блу |
| 2019 | The Art of Anal Sex 11 | Адриана Чечик, Вина Скай, Кензи Ривз, Тори Блэк, Эви Лав, Эмили Уиллис, Альберто Бланко, Маркус Дюпри и Мик Блу                 |
| 2020 | The Art of Anal Sex 12 | Зои Блум, Каролина Свитс, Лекси Белл, Хармони Уандер, Альберто Бланко, Логан Лонг, Маркус Дюпри и Мик Блу                       |
| 2021 | The Art of Anal Sex 13 | Кимбер Вудс, Кира Нуар, Литтл Каприс, Мэй Тай, Эмили Уиллис, Кристиан Клэй, Майкл Стефано, Марчелло Браво и Мик Блу             |
| 2021 | The Art of Anal Sex 14 | Алексис Тэй, Наташа Лапьедра, Спенсер Брэдли, Стефани Кайлер, Альберто Бланко, Кристиан Клэй, Мик Блу и Оливер Флинн            |
| 2022 | The Art of Anal Sex 15 | Лола Беллуччи, Райдер Рэй, Сия Сиберия, София Бёрнс, Альберто Бланко, Кристиан Клэй, Мик Блу и Оливер Флинн                     |
| 2022 | The Art of Anal Sex 16 | Лили Лу, Линдси Крус, Пейдж Оуэнс, Эвелин Пейн, Альберто Бланко, Кристиан Клэй, Мик Блу и Оливер Флинн                          |

## Награды и номинации
| Год  | Награда          | Результат | Категория                                                                  | Фильм                                             |
| ---- | ---------------- | --------- | -------------------------------------------------------------------------- | ------------------------------------------------- |
| 2017 | AVN Award        | Номинация | Лучшая анальная сцена (Ариана Мари и Мик Блу)                              | The Art of Anal Sex 2                             |
| 2017 | AVN Award        | Номинация | Лучший анальный сериал                                                     | The Art of Anal Sex                               |
| 2017 | AVN Award        | Победа    | Лучший анальный фильм                                                      | The Art of Anal Sex 3                             |
| 2017 | XBIZ Award       | Номинация | Лучшая сцена секса — виньетка (Саманта Роун и Джеймс Дин)                  | The Art of Anal Sex                               |
| 2017 | XBIZ Award       | Номинация | Лучшая сцена секса — виньетка (Ариана Мари и Мик Блу)                      | The Art of Anal Sex 2                             |
| 2017 | XBIZ Award       | Номинация | Лучшая сцена секса — виньетка (Шанель Харт и Мик Блу)                      | The Art of Anal Sex 3                             |
| 2017 | XBIZ Award       | Номинация | Режиссёр года — серия короткометражных фильмов (Грег Лански)               | The Art of Anal Sex                               |
| 2017 | XBIZ Award       | Номинация | Сериал-виньетка года                                                       | The Art of Anal Sex                               |
| 2017 | XBIZ Award       | Номинация | Фильм-виньетка года                                                        | The Art of Anal Sex                               |
| 2018 | AVN Award        | Номинация | Лучшая сцена триолизма (Д/Д/П) (Ариана Мари, Марли Бринкс и Кристиан Клэй) | The Art of Anal Sex 4                             |
| 2018 | AVN Award        | Номинация | Лучший анальный сериал                                                     | The Art of Anal Sex                               |
| 2018 | AVN Award        | Номинация | Лучший анальный фильм                                                      | The Art of Anal Sex 4                             |
| 2018 | XBIZ Award       | Номинация | Сериал-виньетка года                                                       | The Art of Anal Sex                               |
| 2018 | XRCO Award       | Номинация | Лучший гонзо-сериал                                                        | The Art of Anal Sex                               |
| 2019 | AVN Award        | Номинация | Лучший анальный сериал                                                     | The Art of Anal Sex                               |
| 2019 | XBIZ Award       | Номинация | Сериал-виньетка года                                                       | The Art of Anal Sex                               |
| 2019 | XRCO Award       | Номинация | Лучший анальный сериал                                                     | The Art of Anal Sex                               |
| 2020 | NightMoves Award | Номинация | Лучший анальный фильм                                                      | The Art of Anal Sex 11                            |
| 2020 | XBIZ Award       | Номинация | Сериал-виньетка года                                                       | The Art of Anal Sex                               |
| 2021 | AVN Award        | Победа    | Лучший анальный фильм или антология                                        | The Art of Anal Sex 11                            |
| 2021 | XBIZ Award       | Номинация | Сериал-виньетка года                                                       | The Art of Anal Sex                               |
| 2021 | XBIZ Award       | Номинация | Фильм-виньетка года                                                        | The Art of Anal Sex 11                            |
| 2022 | AVN Award        | Номинация | Лучшая международная анальная сцена (Мэй Тай и Кристиан Клэй)              | The Art of Anal Sex 13 (за сцену Carnal Cravings) |